# 스쿨데이즈 시리즈의 등장인물
본 항목에선 오버플로우에서 발매한 스쿨데이즈 및 스쿨데이즈의 세계관을 공유하는 섬머데이즈, 크로스데이즈의 등장인물에 대하여 설명한다. 등장인물 중 각 시리즈마다 설정에 차이가 있을 경우엔 별도로 설명한다. 그리고 성우이름에 대해선 PC 게임·DVD-PG 게임/TV 애니메이션·PS2 게임·OVA(스쿨데이즈에만 해당)의 순서로 기입한다. 또한 스쿨데이즈 내 대부분 캐릭터의 성은 일본의 총리의 성에서 따온 것이다.

## 스쿨데이즈 및 전 시리즈 등장인물
기본적으로 전 시리즈에 등장하나 예외가 있을 경우 별도 기술한다.

### 주인공
이토 마코토(일본어: 伊藤誠)
성우 - 히라이 타츠야 / 히라카와 다이스케(게임, TV 애니메이션 동일)
생일:10월 16일(천칭자리), 키:167.5cm, 혈액형:O형
사카키학원 1학년 3반. 이 게임의 주인공. 모자가정으로 부모는 이혼한 상태. 간호사일을 하고 있는 어머니와 둘이서 살고 있다. 여동생이 한명 있으나 아버지의 집쪽에서 살고 있으며 어머니도 일 때문에 집에 없거나 늦는 경우가 많다. 사카키학원 입학 후 통학할 때마다 같은 전차에 타고 있던 카츠라 코토노하에게 마음을 두고 있던 중 학원 내에 퍼지고 있던 주문 이야기를 듣고 코토노하의 사진을 몰래 휴대폰 사진으로 찍어 간직하려 하지만 2학기 들어 자리를 바꾼 날 옆자리가 된 세카이에게 들키고 만다. 그 후 세카이의 협력으로 인하여 코토노하와의 교제를 시작하는데... 참고로 타 애니메이션이나 게임의 주인공들을 뛰어넘는 극악의 우유부단함을 가지고 있다.
크로스데이즈 - 주인공은 아니지만 주요 인물로서 등장. 본 작품에선 중학 시절부터 동급생이었던 로카의 발언이 원인이 되어, 자신도 모르는 동안에 유우키와 로카간에 일어나는 전개에 말려들어 버리는 처지가 된다.
극악의 우유부단이 모든 결말의 파멸을 불러오는 쓰레기 주인공.

### 메인 히로인
사이온지 세카이(일본어: 西園寺世界)
성우 - 유즈키 카나메 / 카와라기 시호(게임, TV 애니메이션 동일)
생일:12월 7일(궁수자리), 키:155.3cm, 혈액형:B형, 쓰리사이즈:84/62/86
사카키학원 1학년 3반. 메인 히로인. 밝고 활발한 성격을 가지고 있지만 의외로 마음이 여린편이다. 키요우라 세츠나와는 어린시절부터 친구사이로 세츠나를 통해 마코토의 이야기를 듣게되고 점차 의식하면서 좋아하게 되었다. 2학기 시작 마코토와 옆자리가 된 세카이는 마코토의 휴대폰 화면에 코토노하가 찍혀있는 것을 발견하게 되어 마코토가 코토노하를 좋아하는 것을 알게 되고 마코토가 코토노하와 연인 사이가 될 수 있도록 협력하기로 한다. 참고로 아버지는 오버플로우에서 이전에 발매한 게임 서머 라딧슈 베케이션!!의 주인공 하자마 슌.
섬머데이즈 - 메인 히로인이 아닌 서브 히로인으로 등장. 섬머데이즈에서는 볼거리로 인해 집에서 계속쉬고 있는 상태. 단독 엔딩은 없으며 특정 히로인과 함께 엮이는 엔딩이 존재한다.
카츠라 코토노하(일본어: 桂言葉)
성우 - 토노 소요기 / 오카지마 타에(게임, TV 애니메이션 동일)
생일:1월 4일(염소자리), 키:156.7cm, 혈액형:A형, 쓰리사이즈:102/60/84
사카키학원 1학년 4반. 메인 히로인. 반에서는 위원장을 맡고 있고 상당히 부유한 집안에서 양친 및 여동생과 함께 살고 있다. 하지만 부모가 바쁜 관계로 여동생과 둘이서 집에 있는 경우도 많지만 집안 자체는 화목한 편. 차분하고 어른스런 성격에 이성으로부터 인기가 많은 타입이지만 동년배 여학생들보다 큰 가슴으로 인해 예전부터 이성에 대해 약간 공포증을 가지고 있으며 또한 주위 여학생들부터 따돌림을 받아왔다. 사카키학원 입학전까지의 각종 레슨과 주위 여학생들의 따돌림등의 이유로 현재까지도 반에서 친구는 없다. 사카키학원에 입학하면서 같은 전차에 함께 탄 마코토를 의식하고 있던 도중 세카이의 주선으로 인해 교재를 시작하게 된다.
섬머데이즈 - 섬머데이즈에선 여름방학중 집에서 독서에 열중하는 생활에 몰두해 있으며 저녁에 여동생을 마중나가는 게 일과가 되어 있다.
크로스데이즈 - 책을 볼 때는 안경을 쓴다.(나머지 두 시리즈에선 언급이 없었음)

### 서브 히로인
키요우라 세츠나(일본어: 清浦刹那)
성우 - 야마모토 하나 / 이모토 케이코(게임, TV 애니메이션 동일)
생일:2월 14일(물병자리), 키:142.5cm, 혈액형:A형, 쓰리사이즈:74/54/76
사카키학원 1학년 3반. 세카이와는 어릴 적부터 매우 친한 친구. 성격은 비교적 차분한 편이며 반에서는 위원장을 맡고 있다. 입학식때 마코토가 도와준 일을 계기로 마코토에게 연심을 가지고 있으며, 반에서 위원장이 된 것도 당시 마코토가 세츠나에게 위원장이 될 것을 권유 하였기 때문이다. 참고로 아버지는 오버플로우에서 이전에 발매한 게임 서머 라딧슈 베케이션!!의 주인공 하자마 슌.
섬머데이즈 - 서브 히로인이 아닌 섬머 데이즈의 메인 중에서도 메인 히로인으로 등장. 섬머데이즈에서는 볼거리에 걸린 세카이를 대신해서 라딧슈의 아르바이트에 나선다.
쿠로다 히카리(일본어: 黒田光)
성우 - 잇시키 히카루 / 타나카 료코(게임, TV 애니메이션 동일)
생일:11월 9일(전갈자리), 키:161.4cm, 혈액형:B형, 쓰리사이즈:82/64/88
사카키학원 1학년 3반. 세카이의 친구 중 한 사람. 같은 반의 사와나가 다이스케와는 같은 중학교 출신으로 예전부터 마음에 두고 있었다. 마코토와는 평소에 티격태격 한 편으로 PC판에서는 공략가능한 히로인이지만, PS2판에서는 비공략 히로인이다.
섬머데이즈 - 섬머데이즈에서도 공략가능 히로인.
크로스데이즈 - 유우키와는 중학시절부터 아는 사이.
카토 오토메(일본어: 加藤乙女)
성우 - 마츠나가 유키 / 나가미 하루카(게임, TV 애니메이션 동일)
생일:4월 1일(양자리), 키:164.1cm, 혈액형:AB형, 쓰리사이즈:88/64/90
사카키학원 1학년 4반. 마코토와는 중학교때부터 같은 학교에 재학 중. 마코토를 좋아하지만 겉으로는 표현하지 못하고 있다. 여자 농구부 소속이며 공략가능 히로인.
섬머데이즈 - 야마가타 아이와는 중학시절부터 아는 사이. 섬머데이즈에선 단독 엔딩은 없으며 특정 히로인과 함께 엮이는 엔딩이 존재한다.
크로스데이즈 - 키츠레가와 로카와는 중학시절부터 아는 사이.

### 사카키학원 남자생도
사와나가 다이스케(澤永泰介) (스쿨데이즈, 크로스데이즈에서만 등장)
성우 - 히나타 히카게 / 마츠모토 요시로(게임, TV 애니메이션 동일)
사카키학원 1학년 3반. 천성이 나쁘진 않으나 주위에서 보면 좀 과하다 싶을 정도로 이성에 매우 관심이 많다. 참고적으로 오버플로우에서 이전에 발매한 게임 퓨어메일에 등장하는 메인 히로인 사와나가 미키의 남동생이기도 하다.
크로스데이즈 -  유우키와는 중학시절부터 아는 사이.
타나카 이치로(일본어: 田中 一郎) (스쿨데이즈, 크로스데이즈에서만 등장)
성우 - 불명 / 치치와 류사쿠
사카키 학원 1학년 3반. 세츠나와 같이 반에서 위원장을 맡고 있다. 유도부 소속의 남자생도. 작품 중 대사가 거의 없는편. 항상 성으로만 불리기 때문에 한동안 이름이 불명확 했지만 TV 애니메이션판이나 DVD북렛을 통해 풀네임이 판명되었다. 게임판에서는 모습이 등장하지 않았으며 애니메이션판에서 처음으로 모습이 등장. 이상하리만큼 거대한 체형으로 인해 화면으로부터 머리가 빠져나와 있는 것에 더해 대식가 이기도 하다. 세츠나와 함께 문화제 준비를 맡고 있었지만 도중에 유도부 활동 중 부상을 당해 문화제 준비기간 동안 마코토가 잠시 클래스 위원을 맡게 된다.
크로스데이즈 - 게임판에서는 크로스데이즈에서 최초로 모습이 등장한다.(여전히 얼굴은 미등장)
카산노인 쿄이치(일본어: 花山院恭一) (스쿨데이즈, 크로스데이즈에서만 등장)
성우 - 코이케 타케조
사카키 학원 2학년으로 남자 농구부 소속에 도서위원을 겸임하고 있다. 문무양도에 제법 미남이지만 MMORPG 폐인이었다. 현재는 손을 씻고 에로게를 즐기는 수준의 오타쿠. 후배인 나나미와 교제중이지만 가정교사 아르바이트를 하는 곳의 자신이나 나나미보다 한참 어린 우즈키와도 사귀고 있다. 본 작품에서는 게임 일부 루트 및 TV 애니메이션에서 이름 및 일부모습만 등장한다.
크로스데이즈 - 크로스데이즈에서 처음으로 전신 모습이 등장. 도서위원으로서 유우키의 선배로 치에와는 같은 반.

### 사카키학원 여자생도
칸로지 나나미(甘露寺七海) (스쿨데이즈, 크로스데이즈에서만 등장)
성우 - 후지무라 미오 / 타카하시 치아키(게임, TV 애니메이션 동일)
생일:7월 20일(게자리), 키:172.9cm, 혈액형:AB형, 쓰리사이즈:98/68/88
사카키학원 1학년 3반. 세카이의 친구중 1인. 코토노하와는 같은 중학교 출신으로 코토노하를 중학 시절부터 좋아하지는 않고 있다. 여자 농구부 소속이며 남자 농구부의 카산노인 선배를 애인으로 두고 있다. 비공략 히로인.
오부치 미나미(小渕みなみ) (스쿨데이즈, 크로스데이즈에서만 등장)
성우 - 쿠리바야시 미나미(게임, TV 애니메이션 동일)
사카키학원 1학년 4반. 오토메의 친구이며, 코토노하 이지메 그룹의 일원이기도 하다.
코이즈미 나츠미(小泉夏美) (스쿨데이즈, 크로스데이즈에서만 등장)
성우 - 코노하나 사와 / 후루하라 나나
사카키학원 1학년 4반. 오토메의 친구이며, 코토노하 이지메 그룹의 일원이기도 하다.
모리 쿠미(森来実) (스쿨데이즈, 크로스데이즈에서만 등장)
성우 - 네네 / 사이타 에리
사카키학원 1학년 4반. 오토메의 친구이며, 코토노하 이지메 그룹의 일원이기도 하다. 이지메 그룹 멤버 중에선 신장이 제일 작으나 유일하게 남자친구를 가지고 있기도 하다.
야마가타 아이(일본어: 山県 愛)
성우- 오우카와 미오
사카키학원 1학년 3반. 세츠나의 클래스메이트로 세카이나 히카리와는 친한편이다. 항상 착용하고 있는 안경과 짧은 파마 머리가 포인트. 마코토, 오토메와는 같은 중학교 출신으로 마코토와는 중학 시절에 서로 의식하고 있었으나 어떤 일을 계기로 관계가 소원해지고 현재 마코토와는 단순한 클래스메이트. 하지만 현재에도 마코토를 짝사랑하고 있다. 게임 본편에서는 이름만 등장했으며 TV애니메이션판에서는 대사없는 풍경캐릭터로 등장한바 있다.
섬머데이즈 - TV 애니메이션판 이전에 섬머데이즈에서 처음으로 전신 모습이 공개. 이야기에 상당 비중 출연하지만 타 캐릭터와는 달리 비공략 히로인이다.
크로스데이즈 - 키츠레가와 로카와는 중학시절부터 동급생.
아시카가 치에(일본어: 足利知恵) (스쿨데이즈, 크로스데이즈에서만 등장)
성우 - 모토야마 미나 / 타나카 유카(TV 애니메이션판)·쿠로카와 나미(PS2판)
사카키학원 2학년 1반으로 여자 농구부 부원.
게임판에서는 목소리만 등장했지만 TV 애니메이션판에서 처음으로 모습이 등장.
크로스데이즈 - 주요 캐릭터로서 등장. 같은 학원의 1학년에 다니고 있는 유우키의 누나. TV 애니메이션판과는 달리 긴머리로 되어 있는데, 같은 농구부의 칸로지 나나미와의 내기에서 진 뒤 머리를 자르기 이전의 모습이다.

### 그 외 캐릭터
카츠라 코코로(일본어: 桂心)
성우 - 카미츠키 아오이 / 아시로 메구(게임, TV 애니메이션 동일)
코토노하의 여동생. 언니 코토노하와는 달리 밝고 적극적인 성격을 가지고 있으며 언니의 이성교제에 매우 흥미가 있다. 마코토에 대해서는 오빠라고 부르고 있으며 그를 상냥한 오빠라 생각하여 상당한 호감을 보이고 있다.
섬머데이즈 - 섬머데이즈에서는 언니 코토노하와 마코토를 이어주기 위해 많은 노력을 한다. 또한 단독 엔딩은 없으나 특정 히로인과 함께 엮이는 형식으로 공략 가능하게 되었다.
사이온지 요코(일본어: 西園寺踊子)
성우 - 카미츠키 아오이(섬머 라딧슈 베케이션!!:마츠나가 유키) / 아시로 메구
패밀리 레스토랑 라딧슈에 근무중으로 세츠나의 어머니와는 어릴적부터 친구이자 회사에선 라이벌 관계. 딸 세카이에 대해선 모친으로서 매우 아끼게 생각하고 있다. 게임 원작상에서는 본명이 명시되지 않았으나 오버플로우에서 발매한 설정원화집의 설정원화에 본명이 기입되어 있다. 젊은 남자를 매우 좋아하며, 오버플로우에서 이전에 발매한 게임 서머 라딧슈 베케이션!!의 메인 히로인 이기도 하다. 애니메이션에선 특별편과 OVA에서 등장.
섬머데이즈 - 섬머데이즈의 메인 히로인3. 섬머데이즈에선 라딧슈의 전점장이 본사로 발령되었다는 설정으로 인해 점장을 맡게되고 파리 출장이 겹쳐 매우 바쁜 생활을 보내게 된다.
이타루(일본어: 止)
성우 - 난바 카게츠 / 우와가와 에미
마코토의 여동생으로 아직 매우 어리다. 마코토와는 달리 현재 아버지의 집에 있고, 오빠를 매우 잘 따르는 편이나 같이 살고 있는 아버지는 싫어한다. 그런 까닭에 종종 마코토의 집으로 놀러 오기도 한다. 좋아하는 음식은 복숭아. 참고로 이름 중 성은 아직 불명인 상태. 애니메이션에선 직접적으로 등장하진 않지만 애니메이션판 드라마 CD에 등장한다.
성의 경우 공식적으로 발표되진 않았지만, 고토 쥰지씨의 블로그에 밝힌 것을 근거로 볼 때 이토(伊藤)라고 생각된다.
우즈키(卯月) (스쿨데이즈, 섬머데이즈에서만 등장)
성우 - 아베 요코 (게임 미등장)
원작 게임에서는 이름만 등장. 코코로의 친구이며 한참 나이가 연상인 남자친구를 두고 있다. 나이에 걸맞지 않게 이성에 관한 지식이 풍부하며 코코로의 이성에 관한 지식도 실은 우즈키로부터 영향을 받았다.
카츠라 마나미(일본어: 桂真奈美)
성우 - 스즈미 토모에 / 히사지마 시호
코토노하와 코코로의 어머니. 게임 본편이나 애니메이션에선 음성만으로 등장하고 본명도 언급되지 않았다. 가족에 대해선 무척이나 다정하며, 특히 딸의 연애에 대하여 적극적으로 후원하는 편이라서 코토노하가 점심시간 마코토에게 주었던 레모네이드의 제조법도 어머니가 가르쳐 준 것.
섬머데이즈 - 섬머데이즈에서는 전작 스쿨데이즈와는 달리 본명이 밝혀지게 된다. 또한 처음으로 모습이 공개되어서 코토노하의 스타일 좋은 몸매가 어머니를 닮은 것이라는 사실을 알 수 있게 되었다. 또한 직업이 콘설턴트 일이라는 것과 요코나 마이와는 예전부터 친구 사이라는 사실이 섬머데이즈에서 밝혀진다. 또한 섬머데이즈에선 엔딩이 존재한다.
크로스데이즈 - 스쿨데이즈와는 달리 스쿨데이즈와 동일한 회화 장면에서 전면 모습이 등장한다.
코토노하의 아버지
성우 - ZEN (애니메이션 미등장)
코토노하와 코코로의 아버지로 마나미의 남편. 이름은 불명. 부동산관련 일을 하고 있으며, 딸들을 매우 귀여워 한다. 외견은 안경을 낀 평범한 중년남성. 게임판 본편에서 얼굴이 보이지 않았지만, 대사는 존재한다. 뒤에, 고토 준지의 블로그로부터 외견이 판명되었다.
크로스데이즈 - 「스위츠 오오하라」에 무언가 일관계로 엮여져 있는 모습이며 단 것은 좋아하지 않는듯 하다.
카토 카렌(일본어: 加藤可憐)
성우 - GUNTA (스쿨데이즈 게임 미등장)
게임 본편에서는 이름만 잠깐 등장한 바 있다.
섬머데이즈 - 섬머데이즈에서 처음으로 본 모습과 목소리가 공개된다. 오토메의 여동생으로 생각한 걸 바로 입으로 표현해버리고 마는 타입. 니죠 자매와는 사이가 좋은 편이라 자주 셋이서 행동을 같이 하곤 한다. 언니의 마음을 알고 마코토와 오토메와의 사이를 응원하나 실은 자기 자신도 마코토에게 좋아하는 감정을 가지고 있다.

## 섬머데이즈 등장인물

### 서브 히로인
니죠 카즈하(일본어: 二条一葉)
성우 - 아시로 메구
쌍둥이이면서 후타바의 언니. 카렌과는 동급생 시절부터 친구. 다소 소극적인 성격이라 여동생 후타바의 언동에 따라가는 일이 많다. 마코토에게 연심을 가지고 있으나 카토 자매의 마음을 알고 있기에 고백은 주저하고 있는 상태. 전작 스쿨데이즈에서는 특정 엔딩에서 잠깐 등장한 바 있다.
니죠 후타바(일본어: 二条二葉)
성우 - 소게츠 야요이
쌍둥이이면서 카즈하의 여동생. 카렌과는 동급생 시절부터 친구. 언니와 함께 행동하는 일이 많지만 가끔 혼자서 라딧슈에 간다든지 하는 일도 종종 있다. 언니 카즈하와 마찬가지로 마코토를 생각하고 있으며 카렌이 곁에 없을 때는 언니와 함께 마코토에게 접근하는 일도 종종 있다. 언니와는 달리 모종의 이유로 성적인 경험이 많으며 과거부터 혼자서 라딧슈에 갔던 일과 관련이 있는 듯. 언니와 마찬가지로 전작 스쿨데이즈에서는 특정 엔딩에서 잠깐 등장한 바 있다.
하시모토 오루하(일본어: 橋本織葉)
성우 - 후타미 하츠키
섬머 라딧슈 웨이트리스 중 1명. 세츠나의 선배격이라고 할 수 있다.
무라야마 노안(일본어: 村山野杏)
성우 - 하라 유카
섬머 라딧슈 웨이트리스 중 1명. 세츠나의 선배격이라고 할 수 있다.

### 『Summer 라딧슈 베케이션!!』부터 등장인물
이 항목만 성우를 Summer Days/Summer 라딧슈 베케이션 순서로 기술. 그리고 스쿨데이즈부터 등장하는 사이온지 요코의 경우엔 스쿨데이즈쪽에서 기술한다.
하자마 슌(일본어: 間瞬)
성우 - 樋口宏澄/없음
파리에 출장간 사이온지 요코를 대신하여 본사에서 파견된 임시 점장. 여자에게 인기가 있는 타입이나 더불어 바람기가 강하다. 세카이와 세츠나의 아버지이기도 하며, 오버플로우에서 이전에 발매한 게임 섬머 라딧슈 베케이션!!의 주인공이고도 하다.
키요우라 마이(일본어: 清浦舞)
성우 - 나츠미 모에/나가사키 미나미
패밀리 레스토랑 라딧슈에 근무중으로 요코와는 어릴적부터 친구이자 회사에선 라이벌 관계. 요코와 마찬가지로 딸 세츠나에 대해선 모친으로서 매우 아끼게 생각하고 있다. 오버플로우에서 이전에 발매한 게임 섬머 라딧슈 베케이션!!의 메인 히로인 이기도 하다. 본작에선 비공략 캐릭터이지만 특정 엔딩에서 잠깐 등장한다.

## 크로스데이즈 신규 등장인물

### 주요인물
아시카가 유우키(일본어: 足利勇気)
성우 - 나카노 마히루
크로스데이즈의 주인공. 사카키학원 1학년 1반. 도서위원. 안경을 쓰고 있으며 작은 체형. 책과 MMO를 좋아하며 같은 도서위원인 쿄우이치와는 취미가 비슷하다는 것도 있어서 사이가 좋다. 별로 오지 않는 다른 도서위원이나 사서를 대신하는 형태로 도서실의 업무를 거의 혼자서 하고있다. 『MISS EACH OTHER』의 무대가 되었던 학교의 졸업생이라는 이유로 다이스케, 히카리와는 같은 학교 출신.
키츠레가와 로카(일본어: 喜連川路夏)
성우 - 미나즈키 렌
크로스데이즈의 메인 히로인. 사카키학원 1학년 2반으로 여자 농구부 부원. 유우키와 마찬가지로 작은 체형.

### 그 외 캐릭터
토오노 미사코(일본어: 遠野美沙子)
성우 - 마리나
『LOST M』의 히로인. 본 작품에선 쿠로다가의 양과자점에서 이전부터 일하고 있었다는 설정이 있어서, 신점포「스위츠 오오하라」의 점장을 맡고 있다.
칸로지 야에(일본어: 甘露寺八江)
칸로지 나나미의 여동생. 루트에 따라선 도서관에서 언니가 사귀고 있는 쿄우이치와 육체관계를 맺는다.

## 같이 보기
- 스쿨데이즈
- 섬머데이즈
- 크로스데이즈